# Marijan Amalietti
Marijan Amalietti, slovenski arhitekt, ilustrator in karikaturist, * 19. julij 1923, Ormož, † 23. april 1988, Ljubljana.
Marjan Amalietti se je rodil 19. julija 1923 v Ormožu v družini furlanskega porekla, ki ji je prva svetovna vojna prinesla selitev s Primorske na Štajersko, druga pa iz Slovenije v Srbijo. Marijan je v Šumadiji hodil v gimnazijo, nato pa stopil med partizane. Po vojni je živel v Ljubljani; bil je plavalec, vaterpolist, karikaturist pri Pavlihi. Vpisal se je na študij arhitekture na Tehnični fakulteti, na kateri je leta 1954 diplomiral in tam od leta 1957 poučeval arhitekturo risanja ter osnove projektiranja in kompozicije. Njegov obsežni življenjski opus poleg arhitekture zajema tudi slikarstvo, ilustracijo, karikaturo in strip.
Leta 1954 je diplomiral iz arhitekture na Tehniški fakulteti v Ljubljani. Kot arhitekt se je najvidneje uveljavil na pedagoškem področju. Od 1957 je poučeval na Tehniški fakulteti oziroma Fakulteti za gradbeništvo in geodezijo v Ljubljani, kjer je bil 1978 izvoljen za izrednega in 1985 za rednega profesorja za arhitekturno risanje in osnove projektiranja in kompozicije. 
Opremil je številne knjige, največ za mladino (slikanica Maruška Potepuška, povest Princ in beraček : povest za mlade ljudi vseh starosti (COBISS)). V parizu je Maruška potepuška leta 1984 izdana v pri Éditions La Farandoleri Kot karikaturist je sodeloval pri humorističnem časopisu Pavliha. Za dosežke na področju karikature je dvakrat prejel Tomšičevo nagrado.
- Sezam, odpri se! (1955) (COBISS)
- Zvezdne ladje (1956) (COBISS)
- Vrabčje moštvo (1958) (COBISS)
- Prigode Huckleberryja Finna (1974) (COBISS)
- Mali upornik (1975-1978) (COBISS)
- Oliver Twist (1976) (COBISS)
- Hajduški studenec 1976-1979-1983) (COBISS)
- Martin Krpan (1977) (COBISS)
- Ulenspiegel (1977) (COBISS)
- Humoreske (1977) (COBISS)
- Netočka Nezvanova (1977) (COBISS)
- Deček na črnem konju (1977-1995) (COBISS)
- Potepuh in nočna lučka (1977) (COBISS)
- Maruška Potepuška (1977, ponatis 1987, 2012) (COBISS)
- Dekameron (1978) (COBISS)
- Tinčevi divji doživljaji (1978) (COBISS)
- Kaplan Martin Čedermac (1978 -1990) (COBISS)
- Alica v ogledalu (1978) (COBISS)
- Dekameron (1978)
- Ana Karenina (1978) (COBISS)
- Vojna in mir (1979) (COBISS)
- Prigode Toma Sawyerja (1979) (COBISS)
- Bila sem izgnanka (1979) (COBISS)
- OF (1979) (COBISS)
- Padala so zatemnila sonce (1980) (COBISS)
- Potovanje z bršljanom (1980) (COBISS)
- Saga o Forsytih (1980) (COBISS)
- Detektivski mojster Blomkvist (1980) (COBISS)
- Désirée (1980) (COBISS)
- Gospa Bovaryjeva (1982) (COBISS)
- Princ in beraček (1982) (COBISS)
- Dedek Mraz že gre (1982) (COBISS)
- Duh po poklicu (1983) (COBISS)
- Ničhudga (1983) (COBISS)
- Majhen človek na veliki poti (1983) (COBISS)
- Margot l'intrépide (1984) (COBISS)
- Državica otrok (1986) (COBISS)
- Lucas, kralj Balukov (1986) (COBISS)
- Divji konjiček Rin (1987) (COBISS)
- Lajanje na zvezde (1897) (COBISS)
- Ciklus Madra čaj (1988) (COBISS)
- Uganke (1989) (COBISS)
- 1 + 2 = 4  (1991) (COBISS) Nada Gaborovič
- Karikature (2014) (COBISS)
- Blaževa vrnitev : pripoved o hrepenenju za razumne deklice in skoraj enako pametne dečke (2021) (COBISS)

- 5 očeva Neninog deteta (1989) (https://plus.cobiss.net/cobiss/si/sl/bib/15223296)
- Strip Album I.  (2014) (https://plus.cobiss.net/cobiss/si/sl/bib/275448832)
- Vesele počitnice (1990) (https://plus.cobiss.net/cobiss/si/sl/bib/17021696)

Je dobitnik številnih nagrad: Tomšičeve nagrade za karikaturo (1956 in 1957), skupinske Prešernove nagrade (1959, kot sodelavec Branka Simčiča pri projektiranju Gospodarskega razstavišča v Ljubljani), prve nagrade Mednarodnega knjižnega sejma v Beogradu za Maruško potepuško (1977), Levstikove nagrade za ilustracije knjig Netočka Nezvanova in Ulenspiegel (1978), tretje nagrade za strip za odrasle 5 očeva Neninog deteta (Beograd 1987), diplome in nagrade za isti strip, ki ga je časopis Polet razglasil za najboljši jugoslovanski strip v letu 1987, in jugoslovanske nagrade Andrija Maurovića (1987) za življenjsko delo na področju stripa.